# Kumari Taki
Kumari Taki (6 de mayo de 1999) es un deportista de Kenia que compite en atletismo. Ganó una medalla de oro en el Campeonato Mundial de Atletismo Sub-20 de 2016, en la prueba de 1500 m.